# 미국영화협회
미국영화협회(美國映畵協會, Motion Picture Association)는 미국의 비영리 사업, 교역 협회로, 영화 스튜디오의 사업적 관심을 드높일 목적으로 세워졌다. 1922년 Motion Picture Producers and Distributors of America의 이름으로 설립, 1945년에서 2019년까지 Motion Picture Association of America의 이름을 사용하였다. 저작권 침해를 중단하기 위한 운동의 일부로서 MPAA는 P2P 파일 공유 네트워크를 통한 저작권이 있는 작품의 공유를 중단하는 데 투쟁하고 있다. MPAA의 이 운동은 엄청난 명성과 비판을 받았다.

## 역사
1922년에 주요 미국 영화 스튜디오들은 Motion Picture Producers and Distributors of America라는 이름의 단체를 창설하였고 1930년부터 1968년까지 헤이스 코드 영화 등급 시스템을 관할하기 시작하였다. 1945년에 이들은 Motion Picture Association of America로 이름을 바꾸었다.

## 구조
MPAA를 구성하는 스튜디오로는 빅 6로 통하는 주요 할리우드 스튜디오가 포함되어 있다.
- 월트 디즈니 스튜디오스 모션 픽처스 (월트 디즈니)
- 콜럼비아 픽처스 (소니)
- 파라마운트 픽처스 (파라마운트 글로벌)
- 유니버설 스튜디오 (NBC 유니버설)
- 워너브라더스 (워너 브라더스 디스커버리)
- 넷플릭스

## 등급
| G (General Audiences) 모든 관객 (모든 연령층 적합) | PG (Parental Guidance Suggested) 부모 동반 (아동 관람 부적합) | PG-13 (Perantal Stongly Cautioned) 부모 주의(부분적 13세 미만 부적합) | R (Restricted) 제한 (17세 미만은 부모나 성인 보호자 동반 요망) | NC-17 (No One 17 And Under Admitted.) 17세 이하는 관람할 수 없는 영화 |

- G : 이 영화에는 어떠한 사소한 폭력적인 성적인 내용이나 언어가 포함되어 있지 않으므로 자녀를 통제할 필요가 없다.
- PG (1968~1970년 사이의 M, 1970~1971년 사이의 GP): 이 영화는 사소한 폭력적인, 사소한 성적인 풍자나 언어를 포함하고 있을 수 있다. 법적으로 강요하지는 않지만, 어린이들은 부모 통제를 받아야 한다. (특정 연령을 지정하여 규정하지는 않지만 일반적으로 10세 미만을 가리킨다.)
- PG-13 : 이 영화에는 극한 폭력적(약간의 피를 동반), 약간의 성적인 내용물, 부분적으로 벗은 신체 모습, 약물에 대한 언급, 주기적이지 않은 격센 어투를 포함하고 있을 수 있다. 법적으로 강요하지는 않지만, 13세 미만의 어린이들은 부모 통제를 받아야 한다.
- R : 이 영화는 피를 비롯한 강한 폭력성과 언어, 약물 사용, 성적인 내용물, 그리고 완전히 벗은 신체 모습을 포함하고 있을 수 있다. 17세 미만은 R 등급의 영화를 영화관에서 관람할 때 부모나 보호자와 동반하지 않으면 관람할 수 없다.
- NC-17 (1990년대까지는 X였음): 이 영화에는 극한 폭력성, 피, 명백한 성적 내용물, 격한 약물 이용, 그리고 격센 어투를 포함하고 있을 수 있다. 17세 이하는 NC-17 등급의 영화를 영화관에서 관람할 수 없다. 본래는 17세 미만의 관람을 금지하는 등급(No Children Under 17 Admitted)이었으나, 1996년부터는 기준연령이 18세로 상향되어 No One 17 and Under Admitted로 개정되었다.

## 같이 보기
- 미국 레코드 공업 협회

### 내용주
1. ↑  = No Children 17 or under

### 참고주
1. ↑  ^ The Production Code of the Motion Picture Producers and Distributors of America, Inc.—1930–1934 보관됨 2009-11-09 - 웨이백 머신 enotes.com 2009년 5월 21일 창립
2. ↑  Motion Picture Producers and Distributors of America 보관됨 2011-06-07 - 웨이백 머신, Hutchinson 2009년 5월 21일 확인
3. ↑  “MPAA About Us - Members”. 2009년 2월 3일에 원본 문서에서 보존된 문서. 2009년 8월 9일에 확인함.